# Vergéal
Vergéal é uma comuna francesa na região administrativa da Bretanha, no departamento Ille-et-Vilaine. Estende-se por uma área de 11,15 km². Em 2010 a comuna tinha 825 habitantes (densidade: 74 hab./km²).